# Библиография Андрея Белого
Андрей Белый (настоящее имя Бори́с Никола́евич Буга́ев; 14 (26) октября 1880 год, Москва — 8 января 1934 года, там же) — русский писатель-мистик, поэт, критик, мемуарист, стиховед; один из ведущих деятелей русского символизма и модернизма в целом.

## Романы
- «Серебряный голубь»  (1909) [1]
- «Петербург» (1913/1922)[2]
- «Котик Летаев» (1918)[3]
- «Крещёный китаец» (1921)[4]
- «Москва» (1926—1932)
  - «Московский чудак» (Том I, часть I ,1926)[5]
  - «Москва под ударом» (Том I, часть II, 1926)[5]
  - «Маски» (Том II, 1932) [6]

## Повести и рассказы

### Повести
- «Человек. Предисловие к повести "Человек", являющей собой хронику XXV века» (1918)
- «Записки чудака» (повесть, 1922)
- «Возвращенье на родину» (отрывки из повести, 1922)[7]

### Рассказы
- «Рассказ № 2 (Из записок чиновника)» (1902)
- «Световая сказка» (1903)
- «Мы ждем его возвращения» (1903)
- «Аргонавты» (1904)
- «Куст» (1906)
- «Горная владычица» (1907)
- «Адам. Записки» (1908)
- «Йог» (1918)

## Поэзия

### Книги стихов
- «Золото в лазури» (1904)[8]
- «Пепел. Стихи» (1909) [9]
- «Урна. Стихотворения» [10]
- «Звезда. Новые стихи» [11]
- «Королевна и рыцари. Сказки» [12]
- «Звезда. Новые стихи» [13]
- «После Разлуки» (1922) [14]
- «Стихи о России» (1922) [15]
- «Стихотворения» (1923) [16]

### Поэмы
- «Глоссолалия. Поэма о звуке» (1917)[15]
- «Христос воскрес» (1918) [17]
- «Первое свидание» (1918)[18]

## Документальная проза
- «Путевые заметки» (2 тома) (1911)

1. «Офейра. Путевые заметки, ч. 1». [19]
2. «Путевые заметки, т. 1. Сицилия и Тунис» [20]

- «Воспоминания о Блоке» (1923)[21]
- «На рубеже двух столетий» (1930)[22]
- «Начало века» (1933)[23]
- «Между двух революций» (1935)[24]

## Статьи
- «Символизм. Книга статей» (1910)[25]
- «Луг зелёный. Книга статей» (1910)[26]
- «Арабески. Книга статей» (1911)[27]
- «Трагедия творчества». (1911)[28]
- «Рудольф Штейнер и Гёте в мировоззрении современности» (1915)
- «Революция и культура» (1917)[29]
- «Ритм и смысл» (1917)
- «О ритмическом жесте» (1917)
- «На перевале» (1918—1920)
  - «Кризис жизни» (1918)[30]
  - «Кризис мысли» (1918)[31]
  - «Кризис культуры» (1920)[32]
- «Сирин ученого варварства» (1922)[33]
- «О смысле познания» (1922)[34]
- «Поэзия слова» (1922)[34]
- «Ветер с Кавказа. Впечатления» (1922)[35]
- «Ритм как диалектика и „Медный всадник“. Исследование» (1929)[36]
- «Мастерство Гоголя. Исследование» (1934)[37]

## Пьесы
- «Петербург (Гибель сенатора)» (1925)[38]
- «Москва» (1925)[39]

## Прочее
- «Симфонии» (1900—1908)
  - «Северная симфония (1-я, героическая)» (1900)[40]
  - «Симфония (2-я, драматическая)» (1902)[41]
  - «Возврат. III симфония» (1905)[42]
  - «Кубок метелей. Четвертая симфония» (1908)[43]
- «Одна из обителей царства теней» (1924, очерк)[44]
- «История становления самосознающей души» (1926-1931 )[45]

## [45]Издания
- Андрей Белый. Симфония (2-я драматическая). — М.: Скорпион, 1902.
- Андрей Белый. Северная симфония (1-я героическая). — М.: Скорпион, 1904.
- Андрей Белый. Золото лазури: Первый сборник стихов. — М.: Скорпион, 1904.
- Андрей Белый. Возврат (3-я симфония). — М.: Гриф, 1905.
- Андрей Белый. Кубок метелей (4-я симфония). — М.: Скорпион, 1908.
- Андрей Белый. Пепел: Второй сборник стихов. — СПб.: Шиповник, 1908.
- Андрей Белый. Урна: Третий сборник стихов. — М.: Гриф, 1909.
- Андрей Белый. Серебряный  голубь: Роман. — М.: Скорпион, 1910.
- Андрей Белый. Символизм: Сборник статей. — М.: Мусагет, 1910.
- Андрей Белый. Луг зелёный: Сборник статей. — М.: Альциона, 1910.
- Андрей Белый. Арабески: Сборник статей. — М.: Мусагет, 1911.
- Андрей Белый. Трагедия творчества (О Толстом и Достоевском). — М.: Мусагет, 1912.
- Андрей Белый. Рудольф Штейнер и Гёте в мировоззрение современности: Исследование. — М.: Духовное знание, 1916.
- Андрей Белый. Петербург: роман. — М.: Типография М. М. Стасюлевича, 1916.
- Андрей Белый. На перевале. — Петербург: Алконост, 1918.
- Андрей Белый. Христос воскрес / Худож. П. Алексеев, Ю. Анненков. — Петербург: Алконост, 1918. — 61 с. — 3000 экз.
- Андрей Белый. Одна из обителей царства теней. — Л.: Ленинградский Гублит, 1925.
- Андрей Белый. Маски / Худож. В. А. Милашевский. Рисунки Н. В. Кузьмин. — Москва: ГИХЛ, 1932. — 448 с. — 5000 экз.
- Белый А. Стихотворения и поэмы / Вступ. статья и сост. Т. Ю. Хмельницкой; Подгот. текста и примеч. Н. Б. Банк и Н. Г. Захаренко. — 2-е издание. — М., Л.: Сов. писатель, 1966. — 656 с. — (Библиотека поэта. Большая серия.). — 25 000 экз.
- Андрей Белый. Петербург. — М.: «Художественная литература», 1978.
- Белый А. Петербург / Издание подготовил Л. К. Долгополов; Отв. ред. акад. Д. С. Лихачев. — М.: Наука, 1981. — 696 с. — (Литературные памятники).
- Белый А. Армения: очерк, письма, воспоминания / Сост., приложения и примечания Н. Гончар. — Ереван: Советакан грох, 1985. — 208 с. — 20 000 экз.
- Андрей Белый. Избранная проза. — М.: Сов. Россия, 1988. — ISBN 5-268-00859-5.
- Андрей Белый. Крещеный китаец. — «Панорама», 1988. — ISBN 5-85220-064-6.
- Андрей Белый. Москва / Сост., вступ. ст. и примеч. С. И. Тиминой. — М.: Сов. Россия, 1990. — 768 с. — 300 000 экз. — ISBN 5-268-01027-1.
- Андрей Белый. Начало века. — М., В/О Союзтеатр, 1990. — 528 с., 100 000 экз.
- Белый А. Симфонии / Вступ. ст., сост., подгот. текста, примеч. А. В. Лаврова. — Л.: Худож. лит., 1990. — 528 с. ISBN 5-280-01316-1
- Белый А. Символизм как миропонимание. — М.: Республика, 1994. — 528 с.
- Андрей Белый. Собрание сочинений в 6 томах. — М.: Терра — Книжный клуб, 2003—2005.
- Андрей Белый. Мастерство Гоголя. Исследование. — Книжный Клуб Книговек, 2011. — ISBN 978-5-4224-0365-3.
- Андрей Белый. История становления самосознающей души.ISBN: 978-5-9208-0625-3[46]